# Plateremaeus ornatissimus
Plateremaeus ornatissimus är en kvalsterart som först beskrevs av Berlese 1888.  Plateremaeus ornatissimus ingår i släktet Plateremaeus och familjen Plateremaeidae. Inga underarter finns listade i Catalogue of Life.